# Мокруха (рід грибів)
Мокруха (Gomphidius Fr.) — рід грибів родини мокрухові (Gomphidiaceae). Описано у 1836.

## Будова
У видах цього роду плодові тіла м'ясисті, досить великі. Шапинки клейкі і на поверхні мають тонкий шар слизу, рідше вологі або сухі, волокнисті. Покривало слизисте, слизисто-павутинисте або волокнисте.
Пластинки гіменофору товсті, воскової консистенції, рідкі, спочатку світлі, пізніше темніючі, аж до чорних, дуже розширені в місці прикріплення до ніжки, спускаються по ній; білуваті, сірі, вохряно-рожеві або помаранчеві. 
Ніжка зі слизистим, швидко зникаючим кільцем або волокнистими залишками покривала.
М'якоть біла, жовтувата, рожевувата, оранжева, інколи червоніюча.
Споровий порошок темно-коричневий або майже чорний. Спори темно-бурі, вохряно-коричневі, яйцеподібні або еліпсоподібні, гладенькі.

## Види
Всі види цього роду утворюють мікоризу з представниками родини соснових.
Загалом описано близько 15 видів:
- Gomphidius borealis
- Gomphidius flavipes
- Gomphidius glutinosus – Мокруха клейка
- Gomphidius griseovinaceus
- Gomphidius largus –
- Gomphidius maculatus –
- Gomphidius mediterraneus
- Gomphidius nigricans
- Gomphidius oregonensis –
- Gomphidius pseudoflavipes –
- Gomphidius pseudomaculatus –
- Gomphidius roseus – Мокруха рожева
- Gomphidius smithii
- Gomphidius subroseus
- Gomphidius tyrrhenicus

## Поширення та середовище існування
Представники роду розповсюджені переважно в помірних поясах обох півкуль. Зокрема, деякі з них ростуть на території України.

## Практичне використання
Деякі представники роду є їстівними. Смачним грибом є Мокруха клейка (Gomphidius glutinosus).